# Amt Schaafheim
Das Amt Schaafheim war eine Verwaltungseinheit der Landgrafschaft Hessen-Darmstadt und folgend des Großherzogtums Hessen. Sitz der Verwaltung war der Ort Schaafheim.

## Lage
Das Gebiet des Amtes Schaafheim lag am nördlichen Rand des Odenwalds, südlich von Babenhausen und Aschaffenburg.

## Funktion
In Mittelalter und Früher Neuzeit waren Ämter eine Ebene zwischen den Gemeinden und der Landesherrschaft. Die Funktionen von Verwaltung und Rechtsprechung waren hier nicht getrennt. Dem Amt stand ein Amtmann vor, der von der Landesherrschaft eingesetzt wurde. 

## Geschichte

### Hanau
Nach dem Tod des letzten Hanauer Grafen, Johann Reinhard III., 1736, erbte Landgraf Friedrich I. von Hessen-Kassel aufgrund eines Erbvertrages aus dem Jahr 1643 die Grafschaft Hanau-Münzenberg, aufgrund der Intestaterbfolge fiel die Grafschaft Hanau-Lichtenberg an den Sohn der einzigen Tochter von Johann Reinhard III., Landgraf Ludwig IX. von Hessen-Darmstadt.

### Hessen-Kassel ./. Hessen-Darmstadt
Umstritten zwischen den beiden Erben war die Zugehörigkeit des Amtes Babenhausen zu Hanau-Münzenberg oder Hanau-Lichtenberg. Es kam fast zu einer kriegerischen Auseinandersetzung, als beide Hessen versuchten, das Amt Babenhausen militärisch zu besetzen. Hessen-Darmstadt gelang es, die Orte Altheim, Dietzenbach, Harpertshausen, Schaafheim und  Schlierbach zu besetzen. Hessen-Kassel, das das effektivere Militär besaß, das auch schon vorsorglich in Hanau stationiert war, besetzte den größeren Teil des Amtes Babenhausen. Die Erbauseinandersetzung konnte erst nach einem langjährigen Rechtsstreit vor den höchsten Reichsgerichten 1771 mit einem Vergleich beendet werden, dem so genannten Partifikationsrezess. Dieser schrieb im Wesentlichen den militärisch 1736 erreichten Status quo fest.

### Hessen-Darmstadt
Hessen-Darmstadt bildete aus dem ihm zugefallenen Teil des Amtes Babenhausen das Amt Schaafheim. Dazu gehörten:
- Altheim
- Dietzenbach
- Harpertshausen
- Schaafheim
- Schlierbach

1803 konsolidierte die Landgrafschaft Hessen-Darmstadt ihre angestammten und die mit dem Reichsdeputationshauptschluss gewonnenen Gebiete, die südlich des Mains lagen, in einem neu geschaffenen Fürstentum Starkenburg (ab 1816: Provinz Starkenburg). Mit der Auflösung des Alten Reichs und dem Beitritt zum Rheinbund 1806 erhielt die Landgrafschaft den Status eines Großherzogtums. Das Amt Schaafheim blieb auch jetzt bestehen.
1821 kam es zu einer Justiz- und Verwaltungsreform, mit der auch die Trennung der Rechtsprechung von der Verwaltung auf unterer Ebene umgesetzt wurde. Die Ämter wurden aufgelöst, ihre Aufgaben hinsichtlich der Verwaltung neu gebildeten Landratsbezirken, die erstinstanzliche Rechtsprechung Landgerichten übertragen. Die Aufgaben, die das Amt Schaafheim bisher wahrgenommen hatte, verteilten sich nun auf zwei Landratsbezirke und zwei Landgerichte:
- Dietzenbach wurde dem Landratsbezirk Langen und dem Landgericht Langen zugeordnet.[5]
- Die übrigen Ortschaften des aufgelösten Amtes Schaafheim wurden dem Landratsbezirk Dieburg[5] und dem Landgericht Umstadt unterstellt.[5]